# Ferenc Berkes
Ferenc Berkes (nascut el 8 d'agost de 1985) és un jugador d'escacs hongarès, que té el títol de Gran Mestre des de 2002.
A la llista d'Elo de la FIDE de l'agost de 2020, hi tenia un Elo de 2661 punts, cosa que en feia el jugador número 4 (en actiu) d'Hongria, i el número 79 del rànquing mundial. El seu màxim Elo va ser de 2706 punts, a la llista de setembre de 2011 (posició 42 al rànquing mundial).

## Resultats destacats en competició
Berkes ha guanyat vuit cops el campionat d'Hongria, els anys 2004, 2007, 2010, 2012, 2013, 2014, 2016, i 2018.
El 2002, fou Campió del món Sub-18 a Heraklio. El 2004 empatà als llocs 4t–16è al 3r Aeroflot Open a Moscou. Va participar en la Copa del Món de 2011, però fou eliminat a la segona ronda per Zahar Efimenko.
El març de 2019 fou 5è al Campionat d'Europa individual a Skopje (el campió fou Vladislav Artémiev).

### Participació en olimpíades d'escacs
Berkes ha participat, representant Hongria, en cinc Olimpíades d'escacs entre els anys 2004 i 2012, amb un resultat de (+20 =27 –4), per un 65,7% de la puntuació. El seu millor resultat el va fer a l'Olimpíada del 2008 en puntuar 6½ de 9 (+4 =5 -0), amb el 72,0% de la puntuació, amb una performance de 2696, i que li significà aconseguir la medalla de bronze individual del tauler reserva.